# Turm Eynatten
Turm Eynatten – belgijski klub szachowy z siedzibą w Eynatten, mistrz kraju z 2003 roku.

## Historia
Klub został założony w 1974 roku z inicjatywy nauczyciela lokalnej szkoły podstawowej, Wernera Paulusa. W 2002 roku zespół awansował do Division 1. W 2002/2003 kadrę drużyny stanowili m.in. David Baramidze, Michaił Gołubiew, Ádám Horváth, József Horváth, Tamás Horváth, Arkadij Naiditsch, Thomas Pähtz, Ian Rogers i Ivan Sokolov. Sezon szachiści klubu zakończyli zdobyciem mistrzostwa Belgii, wyprzedzając w tabeli Boey Temse i CRELEL Liège. Po zakończeniu sezonu klub połączył się z SK Eupen 47, w efekcie czego powstał KSK 47 Eynatten.